# Salmonella bongori
Salmonella bongori – Gram-ujemna, względnie beztlenowa bakteria o kształcie pałeczki, należąca do rodzaju Salmonella.. Jest patogenem wywołującym chorobę układu pokarmowego, zwaną salmonellozą objawiającą się skurczami i biegunką. Jest izolowana od zwierząt zmiennocieplnych i ze środowiska, bardzo rzadko od ludzi. Bakteria ta po raz pierwszy została wyizolowana z jaszczurki w 1966 roku w Czadzie, w mieście Bongor od którego pochodzi jego nazwa.

## Pochodzenie i ewolucja
Początkowo S. bongori uważano za podgatunek należący do rodzaju Salmonella. Jednak w oparciu o podobieństwo DNA, obecnie wszyscy przedstawiciele Salmonelli są pogrupowani tylko w dwa gatunki: S. bongori i S. enterica.
Gatunki Salmonella są blisko spokrewnione z Escherichia coli i szacuje się, że odbiegły od wspólnego przodka około 100 milionów lat temu; ich genomy nadal wykazują znaczne podobieństwo, stąd wiele tożsamości funkcjonalnych. Wiele genów, które są unikalne dla serotypów Salmonella, w porównaniu z E.coli, znajduje się na wyspach patogeniczności Salmonella (SPI). Te specyficzne dla Salmonelli funkcje obejmują wiele genów ich zjadliwości i charakteryzują rozbieżność S. enterica od S. bongori. Na przykład gen SPI-2, który koduje układy wydzielnicze typu III obecne w S. enterica, nie występuje w S.bongori. Wskazuje się również, że determinanty wirulencji, szczególnie białka efektorowe, są bliżej spokrewnione z enteropatogennymi E. coli, ponieważ brakuje niektórych genów u S. enterica.

## Zakażenia
S. bongori uważana jest za salmonellę jaszczurek, jednak istnieją doniesienia o występowaniu jej u psów i ptaków.
Zakażenie u zwierząt przebiega zazwyczaj bezobjawowo, u psów możliwa biegunka.
Zakażenia u ludzi występują niezwykle rzadko i powstają głównie w wyniku kontaktu z gadami.
Badania izolatów z południowych Włoch potwierdzają, iż w przypadku ludzi, zakażenia dotyczą głównie niemowląt i dzieci do 3 roku życia. Objawami zakażenia były biegunka i gorączka. Dzieci te narażone były na kontakt z odchodami jaszczurek podczas raczkowania po podłodze, bądź przebywania na placach zabaw, ze względu na to, iż jaszczurki powszechnie występują na terenie Włoch.
W przypadkach zapalenia jelit, które wystąpiły u niemowląt w pierwszych miesiącach życia, infekcja mogła być przenoszona poprzez kontakt osobisty i pochodzić od dorosłych, zdrowych nosicieli w rodzinie.